# 엘살바도르 내전
엘살바도르 내전(스페인어: Guerra civil de El Salvador)은 1980년부터 1992년 사이에 엘살바도르에서 일어난 내전이다.

## 배경
온두라스와 축구 전쟁을 겪은 엘살바도르는 국내에서 우익과 좌익 사이에서 소규모 게릴라 공격이 산발적으로 발생하는 등 치안이 불안정한 상황이었다. 1979년 니카라과 혁명의 영향으로 공산주의 계열 게릴라들이 파라분도 마르티 민족해방전선(FMLN)으로 뭉쳐 봉기를 일으켰다. 그리고 1980년 3월 인권 침해를 증언하는 등 엘살바도르 정부와 군부의 착취와 탄압을 비판해오던 오스카르 아르눌포 로메로 사제가 피살당한 것을 계기로 내전이 본격화됐다.

## 경과
중앙아메리카에 반공주의 정권을 세우길 원했던 로널드 레이건 미국 대통령은 엘살바도르 정부의 요청에 응해 경제 원조를 제공하고 군사 훈련을 지원했다. 이는 내전을 장기화시키는데 기여했다.
1992년 유엔의 중재로 평화 협상을 맺었으며 유엔 평화유지군(PKO)이 엘살바도르에 파견되면서 내전은 끝났다. 1994년 총선이 열렸고 민족주의 공화동맹(ARENA)이 집권했다.
유엔 진실위원회 보고에 의하면 내전 중에 일어난 폭력 행위의 85%가 친정부 성향의 부대가 벌인 일이라고 한다.

## 이후
FMLN은 내전 이후 정치세력화하여 정당으로 변신했고 1994년 선거에서 ARENA에게 패배했지만 2000년대부터 양대 정당으로 성장하기 시작했다. 2009년에는 원내 1당에 등극하고 마우리시오 푸네스와 살바도르 산체스 세렌이 연이어 대통령에 선출됐다.

## 같이 보기
- 과테말라 내전
- 콘트라 전쟁
- 마라 살바트루차(MS-13)
- 차풀테펙 평화협정(영어판)(엘살바도르 내전 종료 평화협정)